# 姆库希
姆库希（Mkushi）是赞比亚中央省的一个县，位于赞比亚大北路和坦赞铁路的交汇处，卡皮里姆波希东北部。本地有欧洲淘金者于1896年建设的埃尔威斯堡垒。姆库希以商业农场闻名赞比亚，当地每20万公顷的土地中可耕地有11万公顷 。